# Andy Kim (Politiker)

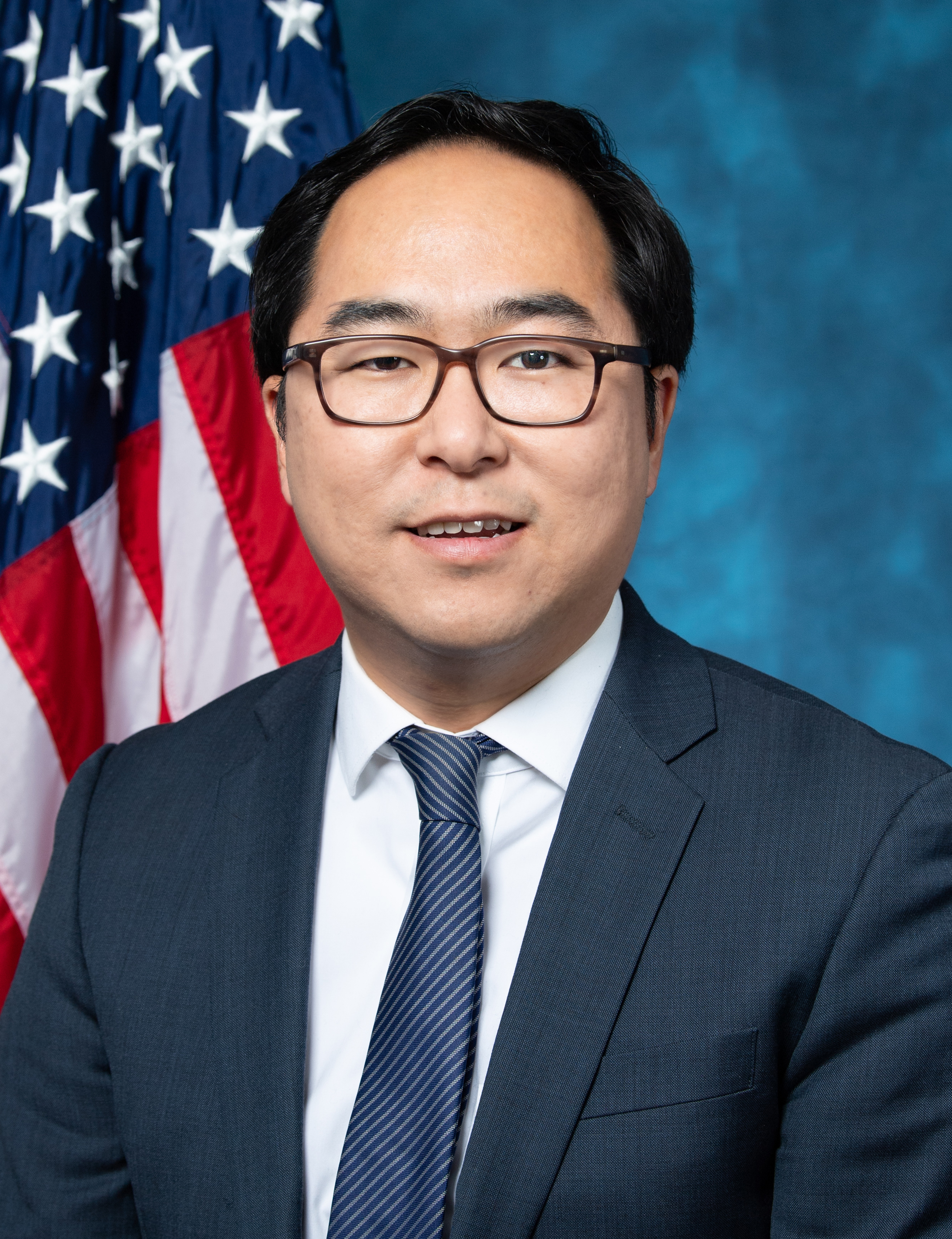
Andy Kim (2018)

Andrew N. „Andy“ Kim (* 12. Juli 1982 in Boston, Massachusetts) ist ein US-amerikanischer Politiker der Demokratischen Partei. Von Januar 2019 bis Dezember 2024 vertrat er den dritten Distrikt des Bundesstaats New Jersey im US-Repräsentantenhaus. Kim war der erste Kongressabgeordnete der Demokratischen Partei mit koreanischen Wurzeln, der zweite insgesamt. Am 9. Dezember 2024 wurde er als US-Senator für New Jersey vereidigt und ist damit der erste Senator überhaupt mit koreanischen Wurzeln.

## Beruflicher Werdegang
Andy Kim wurde als Sohn koreanischer Eltern in Boston geboren. Sein Vater beschäftigte sich mit der Erforschung von Krankheiten wie Krebs und Alzheimer. Seine Mutter war Krankenschwester. Kim wuchs später zusammen mit einer Schwester in Cherry Hill im Bundesstaat New Jersey auf, wo er die Cherry Hill High School East besuchte. Nach dem Abschluss besuchte er zunächst das Deep Springs College, anschließend dann die University of Chicago, die er 2004 mit einem Bachelor of Arts in Politikwissenschaften abschloss. Während seiner Collegezeit war Kim ein Praktikant der United States Agency for International Development. Nach dem Abschluss der University of Chicago erhielt er ein Rhodes-Stipendium, das es ihm ermöglichte, an der University of Oxford zu studieren. Dort arbeitete er an einer Dissertation im Bereich der Internationalen Beziehungen, die ihm 2010 einen Ph.D. einbrachte.
Kim begann seine berufliche Laufbahn im State Departement als Berater der Generäle David Petraeus und John R. Allen während des Afghanistan-Einsatzes. Später war Kim einer der Nationalen Sicherheitsberater während der Präsidentschaft von Barack Obama. Später war er auch eines der Mitglieder des United States National Security Council.
Kim ist mit Kammy Lai verheiratet. Sie sind Eltern von zwei Kindern und leben in Marlton in New Jersey.

## Politik
Kim entschied sich, zur Wahl zum 116. Kongress der Vereinigten Staaten für den dritten Kongresswahlbezirk des Bundesstaats New Jersey gegen den Mandatsinhaber Tom MacArthur von der Republikanischen Partei anzutreten. Unterstützung während des Wahlkampfes erhielt er unter anderem von Barack Obama, Ex-Vizepräsident Joe Biden und der Schauspielerin Piper Perabo. Einer seiner Hauptgründe, bei der Wahl anzutreten, war der Gesetzesentwurf zur Aufhebung des Patient Protection and Affordable Care Act. Bei der Wahl konnte Kim sich mit 50 % der Stimmen gegen MacArthur durchsetzen. Dies genügte, da der dritte Kandidat Larry Berlinski von der Constitution Party 1,3 % der Stimmen erhielt. Nach seinem Einzug in den Kongress gehörte Kim zu den Abgeordneten, die für die Demokratin Nancy Pelosi als Sprecherin des Repräsentantenhauses stimmten.
Bei der Wahl 2020 konnte Kim seinen Sitz mit 53,2 % gegen den Republikaner David Richter und zwei weitere Bewerber verteidigen. Die Primary (Vorwahl) seiner Partei für die Wahlen 2022 am 7. Juni konnte er mit über 92 % gegen Reuven Hendler gewinnen. Er trat am 8. November 2022 gegen Bob Healey von der Republikanischen Partei, Christopher Russomanno von der Libertarian Party und Gregory Sobocinski von God Save America an, er siegte mit 54,9 % und vertrat seinen Wahlkreis damit auch im 118. Kongress. Zum 8. Dezember 2024 trat er zurück, um sein Amt als Senator anzutreten.
Im September 2023 forderte er den Senator Bob Menendez zum Rücktritt auf, der wegen Korruption angeklagten worden war. Kim kündigte an für dessen Amt als Senator von New Jersey 2024 zu kandidieren. Tammy Murphy  die Frau des Gouverneurs wollte ebenfalls in der demokratischen Vorwahl antreten, sie galt als favorisiert durch spezielle Regeln der demokratischen Vorwahl in New Jersey, die dem Parteiestablishment Einfluss erlauben. Kim klagte dagegen und Murphy zog ihre Kandidatur zurück, als die gerichtliche Niederlage absehbar war.  Kim gewann die Vorwahl. 
In der allgemeinen Wahl gewann er mit 53,9 % der Stimmen gegen den Republikaner Curtis Bashaw. Er trat sein Amt als Senator am 9. Dezember 2024 an.

### Ausschüsse
Kim war Mitglied in folgenden Ausschüssen des Repräsentantenhauses:
- Committee on Armed Services
  - Cyber, Innovative Technologies, and Information Systems
  - Military Personnel
- Committee on Foreign Affairs
  - Asia, the Pacific, Central Asia, and Nonproliferation
  - International Development, International Organizations, and Global Corporate Social Impact
- Committee on Small Business
  - Contracting and Infrastructure
  - Economic Growth, Tax, and Capital Access

Außerdem war er Mitglied im Congressional Progressive Caucus sowie in über 50 weiteren Caucuses.